# Kenneth S. Webb
Kenneth Webb, nato Kenneth Seymour Webb (New York, 16 ottobre 1885 – Hollywood, 6 marzo 1966), è stato un regista, sceneggiatore e compositore statunitense.

## Filmografia

### Regista
- Surprising Husband – cortometraggio (1918)
- Tobin's Palm – cortometraggio (1918)
- A Ramble in Aphasia – cortometraggio (1918)
- Sisters of the Golden Circle – cortometraggio (1918)
- One Thousand Dollars (1918)
- Mammon and the Archer – cortometraggio (1918)
- Springtime à la Carte – cortometraggio (1918)
- A Bird of Bagdad – cortometraggio (1918)
- Transients in Arcadia – cortometraggio (1918)
- The Adventure Shop (1919)
- The Girl Problem (1919)
- Marie, Ltd. (1919)
- His Bridal Night (1919)
- The Buried Treasure – cortometraggio (1919)
- The Ghost of a Chance – cortometraggio (1919)
- Will You Be Staying for Supper? (1919)
- The Fear Market (1920)
- Sinners (1920)
- The Stolen Kiss (1920)
- The Master Mind
- The Devil's Garden (1920)
- The Truth About Husbands (1920)
- The Great Adventure (1921)
- Jim the Penman (1921)
- Salvation Nell (1921)
- Il sigillo di Cardi (Fair Lady) (1922)
- Without Fear
- His Wife's Husband (1922)
- Secrets of Paris (1922)
- How Women Love (1922)
- The Daring Years (1923)
- Three O'Clock in the Morning
- Wolfe and Montcalm
- The Declaration of Independence – cortometraggio (1924)
- Alexander Hamilton – cortometraggio (1924)
- The Eve of the Revolution – cortometraggio (1924)
- The Beautiful City (1925)
- Just Suppose (1926)
- Lucky in Love
- Shave It with Music – cortometraggio (1932)

### Sceneggiatore
- The Arrival of Josie, regia di Lee Beggs – cortometraggio (1914)
- Romantic Josie, regia di Lee Beggs – cortometraggio (1914)
- Josie's Declaration of Independence, regia di Lee Beggs – cortometraggio (1914)
- Josie's Coney Island Nightmare, regia di Lee Beggs – cortometraggio (1914)
- Josie's Legacy, regia di Lee Beggs – cortometraggio (1914)
- Susie, the Sleuth, regia di George D. Baker  – cortometraggio (1916)
- Their Godson, regia di C. Graham Baker – cortometraggio (1918)
- The Buried Treasure, regia di Kenneth S. Webb – cortometraggio (1919)
- The Master Mind, regia di Kenneth S. Webb
- The Devil's Garden (1920)
- His Wife's Husband , regia di Kenneth S. Webb (1922)
- Wolfe and Montcalm, regia di Kenneth S. Webb – cortometraggio (1924)
- Cerco il mio amore (The Gay Divorcee), regia di Mark Sandrich (1934)